# Distretto di Huallaga

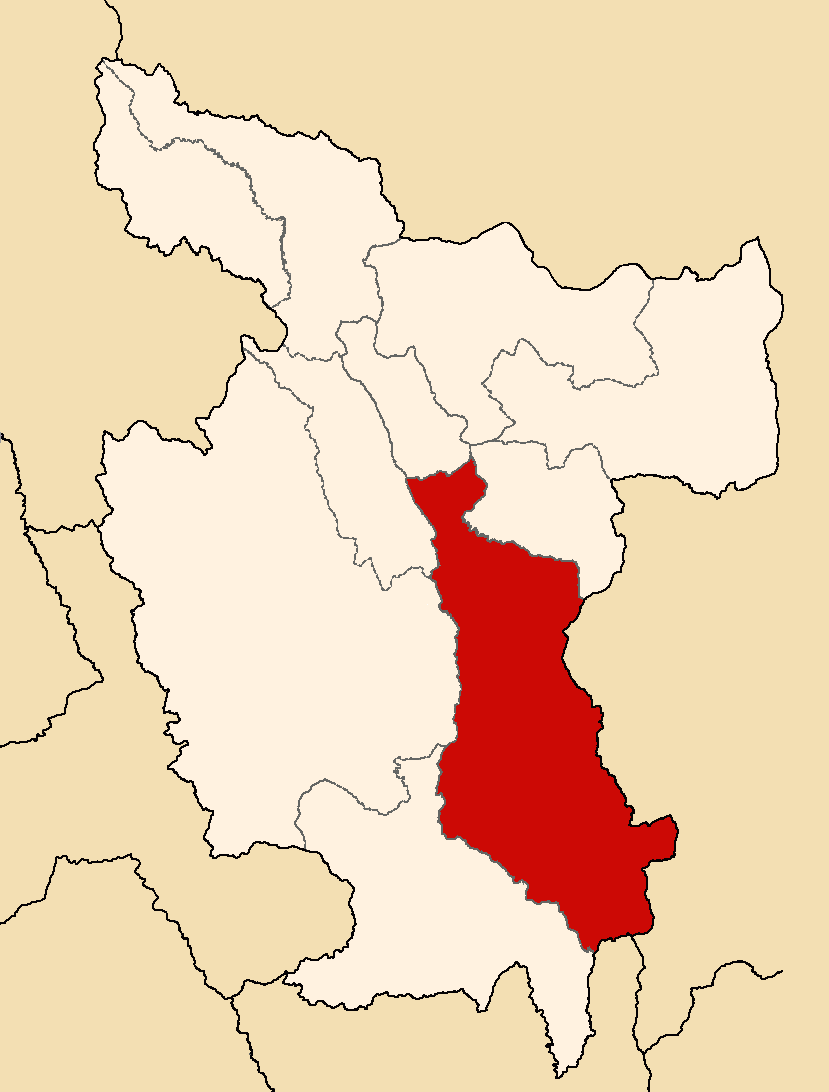

Il distretto di Huallaga è uno dei sei distretti della provincia di Bellavista, in Perù. Si trova nella regione di San Martín e si estende su una superficie di 210,42 chilometri quadrati.

Istituito il 19 marzo 1965, ha per capitale la città di Ledoy; al censimento 2005 contava 2.912 abitanti.